# Diocesi di Guanare

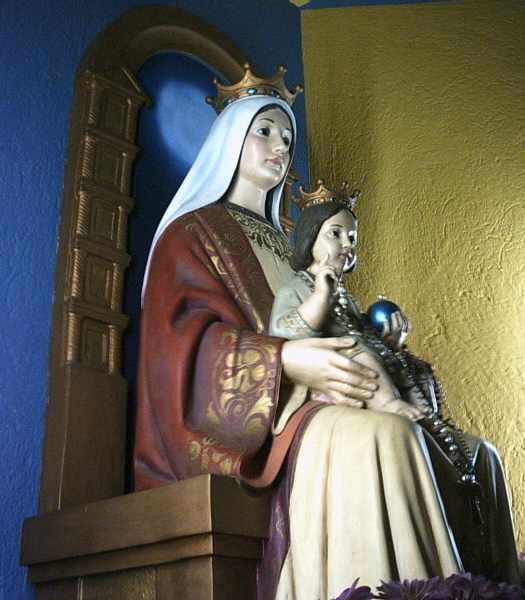
Nostra Signora di Coromoto, venerata nel più importante santuario del Venezuela

La diocesi di Guanare (in latino Dioecesis Guanarensis) è una sede della Chiesa cattolica in Venezuela suffraganea dell'arcidiocesi di Barquisimeto. Nel 2021 contava 443.750 battezzati su 506.000 abitanti. È retta dal vescovo Owaldo Enrique Araque Valero.

## Territorio
La diocesi comprende 7 comuni dello stato venezuelano di Portuguesa: Guanare, Guanarito, Papelón, San Genaro de Boconoito, Monseñor José Vicente de Unda, Sucre e Ospino.
Sede vescovile è la città di Guanare, dove si trova la cattedrale di Nostra Signora di Coromoto, che è anche il più importante santuario mariano del Venezuela.
Il territorio si estende su una superficie di 9.710 km² ed è suddiviso in 19 parrocchie.

## Storia
La diocesi è stata eretta il 7 giugno 1954 con la bolla Ex quo tempore di papa Pio XII, ricavandone il territorio dalle diocesi di Barquisimeto e di Calabozo (oggi entrambe arcidiocesi).
Originariamente suffraganea dell'arcidiocesi di Caracas, il 30 aprile 1966 è entrata a far parte della provincia ecclesiastica di Barquisimeto.
Il 27 dicembre 2002 ha ceduto una porzione del suo territorio a vantaggio dell'erezione della diocesi di Acarigua-Araure.

## Cronotassi dei vescovi
Si omettono i periodi di sede vacante non superiori ai 2 anni o non storicamente accertati.
- Pedro Pablo Tenreiro Francia † (23 ottobre 1954 - 11 novembre 1965 dimesso[2])
- Eduardo Herrera Riera † (30 novembre 1966 - 31 ottobre 1970 nominato vescovo ausiliare di Barquisimeto[3])
- Ángel Adolfo Polachini Rodríguez † (25 marzo 1971 - 16 aprile 1994 ritirato)
- Alejandro Figueroa Medina † (21 febbraio 1995 - 29 settembre 2000 deceduto)
- José Sótero Valero Ruz † (19 marzo 2001 - 12 ottobre 2011 ritirato)
- José de la Trinidad Valera Angulo (12 ottobre 2011 - 12 aprile 2023 ritirato)
- Owaldo Enrique Araque Valero, dal 12 aprile 2023

## Statistiche
La diocesi nel 2021 su una popolazione di 506.000 persone contava 443.750 battezzati, corrispondenti all'87,7% del totale.
| anno | popolazione | popolazione | popolazione | presbiteri | presbiteri | presbiteri | presbiteri                | diaconi | religiosi | religiosi | parrocchie |
| anno | battezzati  | totale      | %           | numero     | secolari   | regolari   | battezzati per presbitero | diaconi | uomini    | donne     | parrocchie |
| ---- | ----------- | ----------- | ----------- | ---------- | ---------- | ---------- | ------------------------- | ------- | --------- | --------- | ---------- |
| 1966 | 200.000     | 204.467     | 97,8        | 28         | 10         | 18         | 7.142                     |         | 18        | 39        | 21         |
| 1970 | 293.500     | 304.322     | 96,4        | 33         | 23         | 10         | 8.893                     |         | 11        | 44        | 25         |
| 1976 | 322.000     | 330.000     | 97,6        | 23         | 16         | 7          | 14.000                    |         | 8         | 48        | 27         |
| 1980 | 350.300     | 392.600     | 89,2        | 28         | 16         | 12         | 12.510                    |         | 13        | 52        | 27         |
| 1990 | 513.000     | 557.000     | 92,1        | 29         | 18         | 11         | 17.689                    |         | 11        | 39        | 30         |
| 1999 | 700.000     | 760.000     | 92,1        | 33         | 23         | 10         | 21.212                    |         | 10        | 54        | 34         |
| 2000 | 720.000     | 785.000     | 91,7        | 32         | 22         | 10         | 22.500                    |         | 10        | 54        | 35         |
| 2001 | 800.000     | 850.000     | 94,1        | 34         | 24         | 10         | 23.529                    |         | 10        | 60        | 43         |
| 2002 | 800.000     | 857.621     | 93,3        | 34         | 21         | 13         | 23.529                    |         | 13        | 61        | 34         |
| 2003 | 373.100     | 406.100     | 91,9        | 25         | 15         | 10         | 14.924                    |         | 10        | 60        | 25         |
| 2004 | 400.000     | 450.000     | 88,9        | 10         | 7          | 3          | 40.000                    |         | 3         | 50        | 15         |
| 2006 | 356.000     | 405.000     | 87,9        | 25         | 9          | 16         | 14.240                    |         | 17        | 40        | 16         |
| 2013 | 402.000     | 457.000     | 88,0        | 26         | 10         | 16         | 15.461                    |         | 16        | 35        | 18         |
| 2016 | 418.661     | 476.442     | 87,9        | 26         | 10         | 16         | 16.102                    |         | 46        | 20        | 18         |
| 2019 | 433.100     | 493.900     | 87,7        | 26         | 10         | 16         | 16.657                    |         | 46        | 20        | 18         |
| 2021 | 443.750     | 506.000     | 87,7        | 28         | 16         | 12         | 15.848                    | 1       | 13        | 16        | 19         |